# PEMTec
PEMTec, acronyme de « Precise Electrochimical Maching Technical », est le nom d’une société de développement et de fabrication de machines pour l’usinage électrochimique de précision des métaux. Fondée en 1995 à Dillingen en Sarre, elle est depuis 2003 située à Forbach en Lorraine.